# Ane Mintegi del Olmo
Ane Mintegi del Olmo (* 24. Oktober 2003 in Idiazabal) ist eine spanische Tennisspielerin.

## Karriere
Mintegi del Olmo begann mit sieben Jahren das Tennisspielen und bevorzugt Sandplätze. Sie spielt hauptsächlich auf Turnieren der ITF Women’s World Tennis Tour, wo sie bislang zwei Titel im Einzel gewinnen konnte.
2019 siegte sie im Dameneinzel der Porto Alegre Junior Championships. Bei den French Open 2019 erreichte sie im Juniorinneneinzel ebenso wie mit Partnerin Melania Delai im Juniorinnendoppel das Achtelfinale. Auch in Wimbledon konnte sie mit Partnerin Carlota Martínez Círez das Achtelfinale im Juniorinnendoppel erreichen, während sie im Juniorinneneinzel bereits in der zweiten Runde ausschied.
Bei den Australian Open 2020 erreichte sie im Juniorinneneinzel das Viertelfinale, im Juniorinnendoppel scheiterte sie mit Partnerin Victoria Jiménez Kasintseva bereits in der ersten Runde. Bei den mit 100.000 US-Dollar dotierten Zed Open Women’s Tennis 100K 2020 erreichte sie als Qualifikantin das Hauptfeld im Dameneinzel und zog mit einem Sieg über Alice Ramé ins Achtelfinale ein, wo sie dann aber der topgesetzten Arantxa Rus mit 0:6 und 1:6 unterlag. Bei den eine Woche später stattfindenden Zed Open Women’s Tennis 60K 2020 erhielt sie eine Wildcard für das Hauptfeld im Dameneinzel, scheiterte aber bereits in der ersten Runde an Kamilla Rachimowa mit 2:6 und 3:6. Bei den French Open 2020 erreichte sie mit Partnerin Victoria Jiménez Kasintseva das Achtelfinale im Juniorinnendoppel.
Anfang April 2021 erreichte sie ihr erstes Finale auf der ITF Women’s World Tennis Tour im türkischen Antalya, wo sie Andreea Prisăcariu mit 3:6 und 5:7 unterlag. Ihr erstes Turnier der WTA Tour spielte sie Ende April 2021, als sie eine Wildcard für die Qualifikation der Mutua Madrid Open 2021 erhielt. Sie verlor aber bereits ihr Erstrundenmatch knapp in drei Sätzen gegen die ehemalige Top-10-Spielerin Kristina Mladenovic mit 3:6, 7:5 und 6:71. Am 11. Juli 2021 gewann sie das Juniorinneneinzel in Wimbledon. Im Finale triumphierte sie gegen Nastasja Schunk mit 2:6, 6:4, und 6:1.

## Turniersiege

### Einzel
| Nr. | Datum             | Turnier      | Kategorie | Belag | Finalgegnerin | Ergebnis      |
| --- | ----------------- | ------------ | --------- | ----- | ------------- | ------------- |
| 1.  | 19. November 2023 | Iraklio      | ITF W25   | Sand  | Cristina Dinu | 6:2, 6:3      |
| 2.  | 11. Mai 2025      | Platja d’Aro | ITF W35   | Sand  | Jenny Dürst   | 3:6, 6:1, 6:3 |